# شادی فرج‌پور
شادی فرج پور (انگلیسی: Shadi Faraj pour) زاده ۲۱ فوریهٔ ۱۹۹۱ در ایران، شهر بندر انزلی،  قایقران روئینگ بانوان، اهل ایران است.
وی اولین مدال طلای آسیایی روئینگ بانوان ایرانی را کسب کرده‌است.

## مسابقات بین‌المللی شرق آسیا در سنگاپور
شادی فرج پور و نسیم بن یعقوب در دو نفره زنان مدال طلا را به گردن آویختند که اولین مدال طلای آسیایی بانوان ایران در رشته روئینگ بود.

## مسابقات جهانی قایقرانی 2011 - Blejsko jezero/Bled، اسلوونی
- مقام ۶ اسکال چهار نفره سبک‌وزن زنان LW4x (H2)
- مقام ۵ LW4x اسکال چهار نفره سبک‌وزن زنان (R2)
- مقام ۶ اسکال چهار نفره سبک‌وزن زنان LW4x (FB)

## مسابقات جهانی قایقرانی جوانان 2009 - Lac du Causse Correzien/Brive-la Gaillarde، فرانسه
- مقام ۵ اسکال تک نفره زنان جوان JW1x (H1)
- مقام ۲ اسکال تک نفره زنان جوان JW1x (R3)[۸]
- مقام ۶ اسکال تک نفره زنان جوان JW1x (Q1)
- مقام ۵ اسکال تک نفره زنان جوان JW1x (SC/D 1)
- مقام ۶ اسکال تک نفره زنان جوان JW1x (FD)